# 広本瑠璃
広本 瑠璃（ひろもと るり、2003年6月18日 - ）は、日本の歌手、アイドル。女性アイドルグループOCHA NORMAのメンバーおよびサブリーダー。
広島県出身。アップフロントプロモーション所属。ハロプロ研修生加入前は、アクターズスクール広島に在籍していた。

## 略歴
- 小学4年生の時にアクターズスクール広島に入学[2]。スクール内ユニット「革命少女」として活動していた。

2015年
- 「2015アンジュルム新メンバーオーディション」に応募するも、落選。

2017年
- 「ハロー!プロジェクト新メンバーオーディション」に応募するも、落選。

2019年
- 「モーニング娘。'19 LOVEオーディション」に応募するも、落選。
- 8月2日、橋田歩果・西﨑美空・平山遊季・北原もも・江端妃咲・豫風瑠乃・村越彩菜・植村葉純とともにハロプロ研修生に加入。

2021年
- 5月29日、『Hello! Project 研修生発表会2021 〜春の公開実力診断テスト〜』にてアンジュルムの「ドンデンガエシ」を披露し、上野まり子歌唱賞を受賞。
- 7月5日、ハロプロ研修生のドキュメンタリー番組『ハロドリ。』にて、新グループ（後のOCHA NORMA）に中山夏月姫・西﨑美空・北原ももとともに加入することを発表。
- 12月12日、OCHA NORMAのメンバーとしてハロー!プロジェクトに加入。

2022年
- 4月9日、新宿ReNYで開催された『OCHA NORMA FCイベント2022 〜OCHA NORMAの間2〜』において、OCHA NORMAのサブリーダーに就任。
- 7月13日、シングル『恋のクラウチングスタート/お祭りデビューだぜ!』でOCHA NORMAとしてメジャーデビュー。

2025年
- 1月2日、Instagramを開設。
- 8月23日、西日本出身のハロー!プロジェクトのメンバーによるユニット『ハロプロ西日本』に参加、所属事務所の先輩である杉田二郎の楽曲『戦争を知らない子供たち』のカバーを配信リリース予定。

## 人物
- メンバーカラーはイエロー。
- 血液型B型。
- 趣味はヘアメイク、ダンス、アクロバット、バトントワリング[12]。バトントワリングは2歳から習っており[13]、全国大会にも出場したことがある[14]。
- 好きな音楽ジャンルはJ-POP、K-POP。好きなスポーツは野球[12]。
- 座右の銘は「最後まで諦めない」[12]。
- アクターズスクール広島在籍時、=LOVEの山本杏奈、STU48の清水紗良と知り合いだった[15][16]。
- メンバーの西﨑美空とは特に仲が良く、お互いを「相方」と呼ぶ（当初は「相棒」とも呼んでいた）[17][18]。研修生同期からの付き合いで、出身が隣県同士でレッスン通いも一緒だったことから仲を深め、お互いを「家族のよう」だとも表現する[19]。
- 憧れの先輩は元モーニング娘。の鞘師里保、Juice=Juiceの段原瑠々[19]。

## 出演

### テレビ
- ハロプロダンス学園（ダンスチャンネルby エンタメ〜テレ）
  - シーズン8（2022年10月20日 - 2023年1月5日）
  - シーズン9（2023年4月20日 - 7月6日）
  - シーズン10（2023年10月19日 - 2024年1月4日）
  - シーズン11（2024年4月18日 - 7月4日）
  - シーズン12（2024年10月17日 - 2025年1月2日）

### ラジオ
- ザ・ギース尾関高文とOCHA NORMA広本瑠璃の年の差ラジオ（RCCラジオ、2022年10月8日 - ）[20]

### イベント
- ハロプロダンス学園シーズン12 公開収録イベント2024（2024年10月15日、江戸川区総合文化センター大ホール、1公演）[21]

### 舞台
- 演劇女子部「ミラーガール」（2024年11月8日 - 17日、こくみん共済 coop ホール／スペース・ゼロ） - 曽根愛 役

## 所属グループ・ユニット
- OCHA NORMA（2021年 - ）
- ハロプロ西日本（2025年 - ）